# Seggau (Gemeinde St. Valentin)

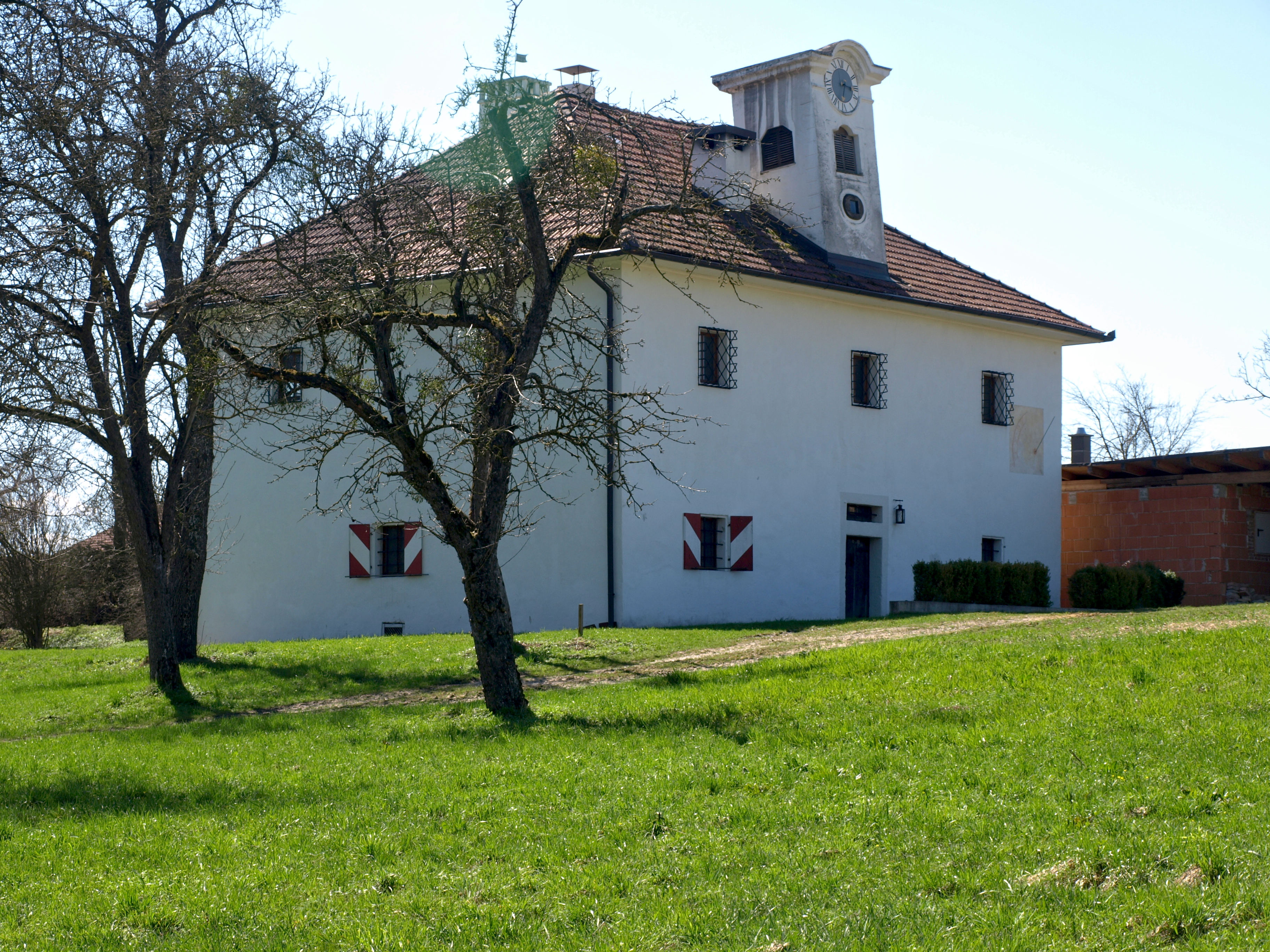
Schlössl Seggau

Seggau ist ein Ortsteil der Stadtgemeinde St. Valentin in  Niederösterreich.

## Geografie
Seggau befindet sich südlich von St. Valentin in einem Seitental des Lembaches.

## Geschichte
Im 19. Jahrhundert befand sich im Dorf ein Brauhaus. 
Laut Adressbuch von Österreich waren im Jahr 1938 in Seggau ein Gastwirt, ein Schneider, ein Trafikant und einige Landwirte mit Direktvertrieb ansässig.